# Tom Sawyer (personage)
Tom Sawyer is een personage bedacht door de Amerikaanse schrijver Mark Twain. Het personage maakte zijn debuut in de kinderroman De Lotgevallen van Tom Sawyer (1876). Daarnaast komt hij voor in drie andere boeken van Twain: De Lotgevallen van Huckleberry Finn (1884), Tom Sawyer Abroad (1894), en Tom Sawyer, Detective (1896). Verder komt Sawyer voor in drie nooit voltooide boeken van Twain: Huck and Tom Among the Indians, Schoolhouse Hill, en Tom Sawyer's Conspiracy.

## Creatie
De naam van het personage is afkomstig van een echte Tom Sawyer, die Twain kende van toen hij in San Francisco werkte bij de San Francisco Call. Qua karakter is Tom Sawyer een mengeling van drie jongens die Twain kende uit zijn jeugd.

## Personage
Bij zijn introductie in het eerste boek is Tom Sawyer een kind van 12. Hij heeft een rijke fantasie en houdt van het uithalen van streken. Hij dient in dit boek als personificatie van de vrije jeugd uit het midden van de 19e eeuw. Tom woont sinds de dood van zijn moeder bij zijn tante Polly, samen met zijn halfbroer Sid. Hoe Toms moeder precies is overleden wordt in de verhalen niet onthuld. Hij heeft een oogje op een meisje genaamd Rebecca.
In het tweede boek, De Lotgevallen van Huckleberry Finn, speelt Tom slechts een bijrol. Hij dient hierin vooral als tegenpool van de protagonist Huckleberry Finn. Zijn onvolwassen gedrag brengt Hucks plannen om een man genaamd Jim te redden in gevaar. In dit boek wordt Tom tevens neergezet als ietwat egoïstisch en zelfs racistisch.
In de andere twee boeken wordt Tom op latere leeftijd getoond. In het tweede boek, Tom Sawyer Abroad, reizen Tom, Huck en Jim naar Afrika in een luchtballon. In het derde boek, Tom Sawyer, Detective, is Tom 17 jaar oud, en werkzaam als detective.

## In andere werken
Naast de vele verfilmingen van De Lotgevallen van Tom Sawyer komt het personage Tom Sawyer ook in tal van andere werken voor.
Ook heeft een karakter in de televisieserie Lost de naam van Sawyer aangenomen.
De Canadese band Rush heeft een nummer met die naam opgenomen voor hun album Moving Pictures.